# Seret
Il Seret (in ucraino Серéт?) è un fiume ucraino, affluente di sinistra del Nistro, che scorre all'interno del territorio dell'oblast' di Ternopil'.
Misura 248 km di lunghezza e possiede un bacino idrografico di circa 3 900 km². Attraversa le città di Ternopil', Terebovlja e Čortkiv.
Nel 1916 le sue rive furono teatro di violenti scontri tra le truppe austro-tedesche e quelle russe.